# Мужская сборная Чили по баскетболу 3×3
Мужская сборная Чили по баскетболу 3×3 представляет Чили на международных соревнованиях по баскетболу 3×3. Управляющим органом является Федерация баскетбола Чили (исп. Federación de Basquetbol de Chile).
По состоянию на 13 сентября 2024, мужская сборная Чили по баскетболу 3×3 занимает 22-е место в мировом рейтинге ФИБА мужских сборных по баскетболу 3×3.

## Результаты выступлений
| Турнир                           | Золото | Серебро | Бронза | Всего |
| -------------------------------- | ------ | ------- | ------ | ----- |
| Чемпионат мира по баскетболу 3×3 | —      | —       | —      | —     |
| Чемпионат Америки (3×3 AmeriCup) | —      | —       | —      | —     |
| Панамериканские игры             | 0      | 1       | 0      | 1     |
| Итого                            | 0      | 1       | 0      | 1     |

### Чемпионат мира по баскетболу 3×3
| Год            | Место          | Игры           | Победы         | Поражения      | Состав команды                                                  |
| -------------- | -------------- | -------------- | -------------- | -------------- | --------------------------------------------------------------- |
| 2012—2019      | не участвовали | не участвовали | не участвовали | не участвовали | не участвовали                                                  |
| Антверпен 2022 | 15             | 4              | 1              | 3              | Felipe Inyaco, Fernando Schuler, Jorge Schuler, Sebastian Silva |
| 2023—н. в.     | не участвовали | не участвовали | не участвовали | не участвовали | не участвовали                                                  |

### Чемпионат Америки по баскетболу 3×3 (AmeriCup)
| Год           | Место | Игры | Победы | Поражения | Состав команды                                                            |
| ------------- | ----- | ---- | ------ | --------- | ------------------------------------------------------------------------- |
| Майами 2021   | 9     | 2    | 0      | 2         | José Collao, Fernando Schuler, Lucas Thiebaut, Percy Werth                |
| Майами 2022   | 7     | 3    | 1      | 2         | Boris Ernesto Guerra Monsalve, Carlos Lauler, Kevin Rubio, Lucas Thiebaut |
| Сан-Хуан 2023 | 9     | 2    | 1      | 1         | Carlos Lauler, Kevin Rubio, Sebastian Silva, Diego Edmundo Silva Campos   |

### Панамериканские игры
| Год           | Место          | Игры           | Победы         | Поражения      | Состав команды                                        |
| ------------- | -------------- | -------------- | -------------- | -------------- | ----------------------------------------------------- |
| 2019          | не участвовали | не участвовали | не участвовали | не участвовали | не участвовали                                        |
| Сантьяго 2023 | 2              | 5              | 4              | 1              | Daniel Arcos, Carlos Lauler, Kevin Rubio, Diego Silva |